# Tephrosia limpopoensis
Tephrosia limpopoensis är en ärtväxtart som beskrevs av Jan Bevington Gillett. Tephrosia limpopoensis ingår i släktet Tephrosia och familjen ärtväxter. Inga underarter finns listade i Catalogue of Life.